# プラターズ
プラターズ（The Platters）は、アメリカ合衆国のコーラス・グループ。ロックンロール黎明期に登場し、1955年の「オンリー・ユー」のヒットで知られる。1990年にロックの殿堂入りした。

## 歴史
1953年にハーブ・リード、コーネル・ガンター、ジョー・ジェファーソン、アレックス・ホッジの4人で結成。やがて作曲家のサミュエル・バック・ラムに見出され、彼がマネージャーを務める。
ガンター、ジェファーソンが脱退し、リードは、トニー・ウィリアムス、デヴィッド・リンチ、女性メンバーのゾラ・テイラーを加えて本格的に活動を始める。ホッジ脱退後にポール・ロビが加入した。
マーキュリー・レコードと契約後の1955年、「オンリー・ユー」が大ヒット。R&Bチャートでは7週連続1位を記録する。続く「ザ・グレート・プリテンダー」は全米ポップチャートでも1位となり、その後も「トワイライト・タイム」、「煙が目にしみる」など数々のヒットを飛ばした。
1960年にトニー・ウィリアムスが、1964年にはゾラ・テイラーが脱退。ソニー・ターナーとサンドラ・ドーンが加入。
1966年、ポール・ロビが脱退、ネイト・ネルソンが加入。
1968年、ハーブ・リードが独立し、新プラターズを結成。
1981年1月2日、デヴィッド・リンチ死去。
1984年6月1日、ネイト・ネルソン死去。
1989年2月1日、ポール・ロビが死去。
1991年1月1日、バック・ラムが死去。
1992年8月14日、トニー・ウィリアムス死去。
その後、幾度ものメンバー・チェンジと分裂を経て、いくつものプラターズ（ソニー派、モンロー派、ポール&マーサ派、サミュエル派のリッチー・マリオ・ダイアン・マイルス）が活動していたが、1997年にオリジナル・メンバーのハーブを中心とするグループが本家プラターズとして活動することを裁判所に認められた。
2007年4月30日、ゾラ・テイラーが死去。
2012年6月4日、ハーブ・リードが死去。

## メンバー

### 現在のラインナップ
- ランス・バーナード・ブライアント (Lance Bernard Bryant)
- オマー・ロス (Omar Ross)
- ジョヴィアン・K・フォード (Jovian K. Ford)
- キャンディス・C・カルクレジャー (Candace C. Culcleasure)

### 旧メンバー
- トニー・ウィリアムス (Tony Williams)
- デヴィッド・リンチ (David Lynch)
- ポール・ロビ (Paul Robi)
- ハーブ・リード (Herb Reed)
- ゾラ・テイラー (Zola Taylor)
- バーバラ・ランドルフ (Barbara Randolph)
- サンドラ・ドーン (Sandra Dawn)
- アレックス・ホッジ (Alex Hodge)
- コーネル・ガンター (Cornell Gunter)
- ジョー・ジェファーソン (Joe Jefferson)
- ソニー・ターナー (Sonny Turner)
- ネイト・ネルソン (Nate Nelson)

## 代表作
- 「オンリー・ユー」
- 「トワイライト・タイム」
- 「マイ・プレイヤー」
- 「ワン・イン・ア・ミリオン」
- 「煙が目にしみる」（原題は「Smoke Gets In Your Eyes」）
- 「マジック・タッチ」
- 「ヘヴン・オン・アース」
- 「ザ・グレート・プリテンダー」
- 「リメンバー・ホエン」
- 「アイル・ネバー・スマイル・アゲイン」
- 「夕日に赤い帆」（原題は「Red Sails in the Sunset」）
- 「港の灯」（原題は「Harbor Lights」）
- 「引き潮」（原題は「Ebb Tide」）

など多数。